# Кулиненко Олег Сергійович
Оле́г Сергі́йович Кулине́нко (15 лютого 1996 — 22 січня 2015) — український пауерліфтер, солдат Збройних Сил України, учасник російсько-української війни.

## Короткий життєпис
Навчався в Межівському аграрному ліцеї-інтернаті.
Чемпіон України з пауерліфтингу 2013 року, срібний призер Чемпіонату України з пауерліфтингу 2014 року, кандидат у майстри спорту.
Стрілець-помічник гранатометника, 25-а повітряно-десантна бригада.
22 січня 2015-го помер у бою поблизу Авдіївки.
Похований 30 січня 2015-го в Межовій.
З 2015 року, в рідному селищі бійця, на його честь проводять турнір з пауерліфтингу. Також він ушанований меморіальною дошкою на парадному вході ліцею-інтернату.

## Нагороди та вшанування
- Указом Президента України № 311/2015 від 4 червня 2015 року, «за особисту мужність і високий професіоналізм, виявлені у захисті державного суверенітету та територіальної цілісності України, вірність військовій присязі», нагороджений орденом «За мужність» III ступеня (посмертно)[1].
- Вшановується в меморіальному комплексі «Зала пам'яті», в щоденному ранковому церемоніалі 22 січня[2][3].